# Kamen Hadzhiev
Kamen Hadzhiev, född 22 september 1991, är en bulgarisk fotbollsspelare som spelar för SSV Jeddeloh. Han har även spelat för Bulgariens landslag.

## Landslagskarriär
Hadzhiev debuterade för Bulgariens landslag den 14 oktober 2019 i en 6–0-förlust mot England.